# Arkham House

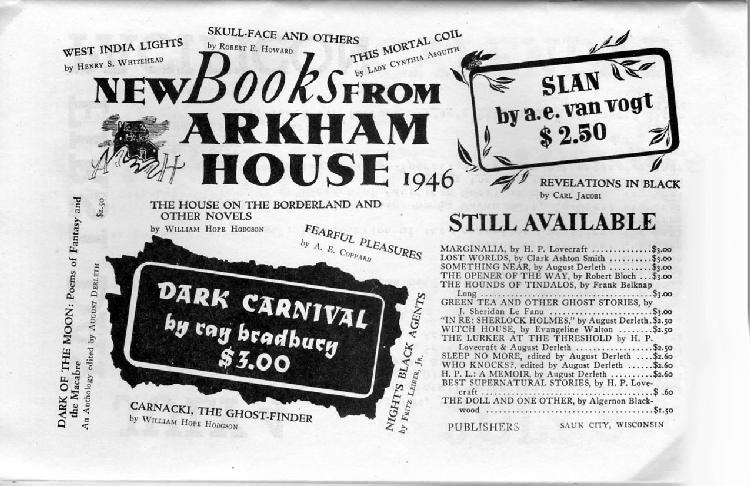
Anuncio de 1946 de Arkham House.

Arkham House es una editorial estadounidense especializada en la literatura imaginativa y de terror. Fue fundada en 1939 en Sauk City, Wisconsin, por los escritores lovecraftianos August Derleth y Donald Wandrei. El nombre de la editorial proviene de la ciudad ficticia de Nueva Inglaterra llamada Arkham, inventada por el novelista estadounidense H. P. Lovecraft. Arkham House publicó las primeras colecciones de libros encuadernados de la obra de Lovecraft. La compañía también es conocida por la calidad de sus impresiones y encuadernaciones.
El escritor T. E. D. Klein, en Enciclopedia Penguin del horror y lo sobrenatural, describe a Arkham House como «la más conocida de las pequeñas editoriales especializadas en la literatura de horror y fantasía» de su país.

## Trayectoria
Además de la obra de ficción de Lovecraft, Arkham House ha publicado sus cartas personales a amigos (especialmente las dirigidas a Derleth y Wandrei), compañeros y familiares.
Arkham House ha publicado el trabajo de varios contemporáneos de Lovecraft, entre otros: Robert E. Howard, Frank Belknap Long, Clark Ashton Smith, Robert Bloch y el propio Derleth, además de autores clásicos del género fantástico como William Hope Hodgson, Algernon Blackwood, H. Russell Wakefield, Seabury Quinn y Sheridan Le Fanu. También encontramos autores más recientes, influenciados por Lovecraft, como Ray Bradbury, Ramsey Campbell y Brian Lumley.
Pese al número de escritores de talento publicados por Arkham House, la compañía nunca logró gran éxito comercial. A este respecto, Derleth escribió en 1970: «El hecho es que no ha habido un solo año desde el inicio de la compañía en que los ingresos de Arkham superaran los gastos. Tuve que poner dinero de mi bolsillo para consolidar las finanzas de la empresa». Después de la muerte de Derleth, Wandrei ocupó por breve tiempo el papel de editor. Tras la salida de Wandrei, James Turner asumió el control editorial y ha publicado a importantes escritores de la ciencia ficción y la fantasía, como Michael Bishop, Lucius Shepard, Bruce Sterling, James Tiptree Jr., Michael Shea y J. G. Ballard, generalmente libros de relatos. El sucesor de Turner, Peter Ruber, trató de retomar la línea editora original.
Arkham House también ha publicado novelas negras y cómics bajo los nombres de Mycroft & Moran y Stanton & Lee Publishers.
A la muerte de August Derleth (1971), sus hijos April (Rose) (fallecida en 2011) y Walden (Wally) Derleth adquirieron la firma. Posteriormente se hicieron cargo de la propiedad los hijos de April: Danielle Jacobs fue nombrada presidenta y su hermano Damon Derleth, vicepresidente.
Enciclopedia Penguin del horror y lo sobrenatural ofrece una extensa entrada sobre esta editorial, a cargo del conocido escritor del género T. E. D. Klein, quien dedica atención especial a los autores y obras que ha publicado la editorial desde sus comienzos.

## Publicaciones de Arkham House

### Década 2010
- The Arkham Sampler (1948-1949), editado por George Vanderburgh y Robert Weinberg (2010)
- Baker Street Irregular, de Jon Lellenberg (2010)

### Década 2000
- The Macabre Quarto, de August Derleth
  - vol. 1: Who Shall I Say Is Calling & Other Stories editado por Stephen Dziemianowicz y Robert Weinberg (2009)
  - vol. 2: The Sleepers and other Wakeful Things introducción de Ramsey Campbell (2009)
  - vol. 3: That Is Not Dead introducción de David Drake (2009)
  - vol. 4: August Derleth's Eerie Creatures introducción de Brian Lumley (2009)
- The Shunned House Facsimile, de H. P. Lovecraft y Robert Weinberg (2008)
- Evermore, editado por James Robert Smith y Stephen Mark Rainey (2006)
- Other Worlds Than Ours, de Nelson S. Bond (2005)
- Cave of a Thousand Tales, de Milt Thomas (2004)
- Selected Letters of Clark Ashton Smith, de Clark Ashton Smith (2003)
- The Cleansing, de John D. Harvey (2002)
- The Far Side of Nowhere, de Nelson S. Bond (2002)
- Book of the Dead, de E. Hoffmann Price (2001)
- Arkham's Masters of Horror, editado por Peter Ruber (2000)
- In the Stone House, de Barry N. Malzberg (2000)

### Década 1990
- Sixty Years of Arkham House, editado por S. T. Joshi (1999)
- Dragonfly, de Frederic S. Durbin (1999)
- New Horizons, editado por August Derleth (1999)
- Lovecraft Remembered, editado por Peter Cannon (1998)
- Flowers from the Moon and Other Lunacies, de Robert Bloch (1998)
- Voyages by Starlight, de Ian R. MacLeod (1997)
- Synthesis & Other Virtual Realities, de Mary Rosenblum (1996)
- Cthulhu 2000: A Lovecraftian Anthology, editado por James Turner (1995)
- Miscellaneous Writings, de H. P. Lovecraft, editado por S. T. Joshi (1994)
- The Breath of Suspension, de Alexander Jablokov (1994)
- The Aliens of Earth, de Nancy Kress (1993)
- Alone with the Horrors: The Great Short Fiction of Ramsey Campbell 1961-1991, de Ramsey Campbell (1993)
- Meeting in Infinity, de John Kessel (1992)
- Lord Kelvin's Machine, de James P. Blaylock (1992)
- Gravity's Angels, de Michael Swanwick (1991)
- The Ends of the Earth, de Lucius Shepard (1990)
- Her Smoke Rose Up Forever, de James Tiptree, Jr. (1990)

### Década 1980
- Tales of the Cthulhu Mythos, de H. P. Lovecraft et al. (1989)
- Crystal Express, de Bruce Sterling (1989)
- The Horror in the Museum and Other Revisions, de H. P. Lovecraft (1989)
- Memories of the Space Age, de J. G. Ballard (1988)
- A Rendezvous in Averoigne, de Clark Ashton Smith (1988)
- Polyphemus, de Michael Shea (1987)
- The Jaguar Hunter, de Lucius Shepard (1987)
- Tales of the Quintana Roo, de James Tiptree, Jr. (1986)
- Dreams of Dark and Light: The Great Short Fiction of Tanith Lee, de Tanith Lee (1986)
- Dagon and Other Macabre Tales, de H. P. Lovecraft (1986)
- At the Mountains of Madness and Other Novels, de H. P. Lovecraft (1985)
- The Dunwich Horror and Others, de H. P. Lovecraft (1985)
- Lovecraft's Book, de Richard A. Lupoff (1985)
- Who Made Stevie Crye?, de Michael Bishop (1984)
- Watchers at the Strait Gate, de Russell Kirk (1984)
- One Winter in Eden, de Michael Bishop (1984)
- The Zanzibar Cat, de Joanna Russ (1983)
- The Wind from a Burning Woman, de Greg Bear (1983)
- The House of the Wolf, de Basil Copper (1983)
- The Solar Pons Omnibus, de August Derleth, editado por Basil Copper (1982)
- The Darkling, de David Kesterton (1982)
- Blooded on Arachne, de Michael Bishop (1982)
- Tales from the Nightside, de Charles L. Grant (1981)
- Collected Poems, de Richard L. Tierney (1981)
- The Third Grave, de David Case (1981)
- New Tales of the Cthulhu Mythos, editado por Ramsey Campbell (1980)
- Necropolis, de Basil Copper (1980)

### Década 1970
- The Black Book of Clark Ashton Smith, de Clark Ashton Smith (1979)
- The Princess of All Lands, de Russell Kirk (1979)
- In the Mist and Other Uncanny Encounters, de Elizabeth Walter (1979)
- Half in Shadow, de Mary Elizabeth Counselman (1978)
- Born to Exile, de Phyllis Eisenstein (1978)
- In Mayan Splendor, de Frank Belknap Long (1977)
- The Horror at Oakdeene and Others, de Brian Lumley (1977)
- And Afterward, the Dark, de Basil Copper (1977)
- Kecksies and Other Twilight Tales, de Marjorie Bowen (1976)
- The Height of the Scream, de Ramsey Campbell (1976)
- Literary Swordsmen and Sorcerers, de Lyon Sprague de Camp (1976)
- Dwellers in Darkness, de August Derleth (1976)
- Selected Letters V (1934-1937), de H. P. Lovecraft (1976)
- Selected Letters IV (1932-1934), de H. P. Lovecraft (1976)
- Dreams from R'lyeh, de Lin Carter (1975)
- The Purcell Papers, de Sheridan Le Fanu (1975)
- Nameless Places, editado por Gerald W. Page (1975)
- The House of the Worm, de Gary Myers (1975)
- Harrigan's File, de August Derleth (1975)
- Xélucha and Others, de M. P. Shiel (1975)
- Howard Phillips Lovecraft: Dreamer on the Nightside, de Frank Belknap Long (1975)
- The Watchers Out of Time and Others, de H. P. Lovecraft y August Derleth (1974)
- Collected Ghost Stories, de Mary E. Wilkins-Freeman (1974)
- Beneath the Moors, de Brian Lumley (1974)
- Stories of Darkness and Dread, de Joseph Payne Brennan (1973)
- From Evil's Pillow, de Basil Copper (1973)
- Demons by Daylight, de Ramsey Campbell (1973)
- The Rim of the Unknown, de Frank Belknap Long (1972)
- Disclosures in Scarlet, de Carl Jacobi (1972)
- The Arkham Collector, vol.I, editado por August Derleth (1972)
- The Caller of the Black, de Brian Lumley (1971)
- Selected Letters III (1929-1931), de H. P. Lovecraft (1971)
- Songs and Sonnets Atlantean, de Donald S. Fryer (1971)
- The Arkham Collector, (verano 1971)
- Dark Things, editado por August Derleth (1971)
- Eight Tales, de Walter de la Mare (1971)
- The Arkham Collector, (primavera 1971)
- The Face in the Mirror, de Denys Val Baker (1971)
- Selected Poems, de Clark Ashton Smith (1971)
- The Arkham Collector, (invierno 1971)
- The Horror in the Museum and Other Revisions, de H. P. Lovecraft (1970)
- The Arkham Collector, (verano 1970)
- Other Dimensions, de Clark Ashton Smith (1970)
- Demons and Dinosaurs, de Lyon Sprague de Camp (1970)
- Thirty Years of Arkham House, 1939-1969: A History and Bibliography, preparado por August Derleth (1970)
- The Arkham Collector, (invierno 1970)

### Década 1960
- The Folsom Flint and Other Curious Tales, de David H. Keller (1969)
- Tales of the Cthulhu Mythos, de H. P. Lovecraft et al. (1969)
- The Arkham Collector, (verano 1969)
- The Arkham Collector, (invierno 1969)
- The Arkham Collector, (verano 1968)
- Nightmares and Daydreams, de Nelson Bond (1968)
- Selected Letters II (1925-1929), de H. P. Lovecraft (1968)
- The Green Round, de Arthur Machen (1968)
- The Arkham Collector, (invierno 1968)
- Strange Gateways, de E. Hoffmann Price (1967)
- Three Tales of Horror, de H. P. Lovecraft (1967)
- The Mind Parasites, de Colin Wilson (1967)
- The Arkham Collector, (verano 1967)
- Travellers by Night, editado por August Derleth (1967)
- Deep Waters, de William Hope Hodgson (1967)
- Black Medicine, de Arthur J. Burks (1967)
- Colonel Markesan and Less Pleasant People, de August Derleth y Mark Schorer (1966)
- The Dark Brotherhood and Other Pieces, de H. P. Lovecraft & varios (1966)
- Strange Harvest, de Donald Wandrei (1965)
- Something Breathing, de Stanley McNail (1965)
- The Quick and the Dead, de Vincent Starrett (1965)
- Dagon and Other Macabre Tales, de H. P. Lovecraft (1965)
- Poems in Prose, de Clark Ashton Smith (1965)
- Selected Letters I (1911-1924), de H. P. Lovecraft (1965)
- Tales of Science and Sorcery, de Clark Ashton Smith (1964)
- Nightmare Need, de Joseph Payne Brennan (1964)
- Portraits in Moonlight, de Carl Jacobi (1964)
- At the Mountains of Madness and Other Novels, de H. P. Lovecraft (1964)
- Over the Edge, editado por August Derleth (1964)
- Poems for Midnight, de Donald Wandrei (1964)
- The Inhabitant of the Lake and Less Welcome Tenants, de Ramsey Campbell (1964)
- The Dark Man and Others, de Robert E. Howard (1963)
- Mr. George and Other Odd Persons, de August Derleth & Stephen Grendon (1963)
- Who Fears the Devil?, de Manly Wade Wellman (1963)
- Autobiography: Some Notes on a Nonentity, de H. P. Lovecraft, anotado por August Derleth (1963)
- The Dunwich Horror and Others, de H. P. Lovecraft (1963)
- Collected Poems, de H. P. Lovecraft (1963)
- The Horror from the Hills, de Frank Belknap Long (1963)
- 100 Books by August Derleth, de August Derleth (1962)
- The Trail of Cthulhu, de August Derleth (1962)
- Dark Mind, Dark Heart, editado por August Derleth (1962)
- Lonesome Places, de August Derleth (1962)
- Dreams and Fancies, de H. P. Lovecraft (1962)
- The Shunned House, de H. P. Lovecraft (1961)
- Fire and Sleet and Candlelight, editado por August Derleth (1961)
- Strayers from Sheol, de H. Russell Wakefield (1961)
- Invaders from the Dark, de Greye La Spina (1960)
- Pleasant Dreams: Nightmares, de Robert Bloch (1960)
- The Abominations of Yondo, de Clark Ashton Smith (1960)

### Década 1950
- The Shuttered Room and Other Pieces, de H. P. Lovecraft et al. (1959)
- Some Notes on H. P. Lovecraft, de August Derleth (1959)
- Arkham House: The First 20 Years, de August Derleth (1959)
- Nine Horrors and a Dream, de Joseph Payne Brennan (1958)
- The Mask of Cthulhu, de August Derleth (1958)
- Spells and Philtres, de Clark Ashton Smith (1958)
- Always Comes Evening, de Robert E. Howard (1957)
- The Survivor and Others, de H. P. Lovecraft y August Derleth (1957)
- The Feasting Dead, de John Metcalfe (1954)
- The Curse of Yig, de Zealia Bishop (1953)
- Night's Yawning Peal: A Ghostly Company, editado por August Derleth (1952)
- Tales from Underwood, de David H. Keller (1952)
- The Dark Chateau, de Clark Ashton Smith (1951)
- A Hornbook for Witches, de Leah Bodine Drake (1950)

### Década 1940
- The Throne of Saturn, de S. Fowler Wright (1949)
- The Arkham Sampler, vol.II, (otoño 1949)
- The Arkham Sampler, vol.II, (verano 1949)
- The Arkham Sampler, vol.II, (primavera 1949)
- The Arkham Sampler, vol.II, (invierno 1949)
- Something About Cats and Other Pieces, de H. P. Lovecraft (1949)
- Not Long for this World, de August Derleth (1948)
- Genius Loci and Other Tales, de Clark Ashton Smith (1948)
- The Arkham Sampler, vol.I, (otoño 1948)
- The Arkham Sampler, vol.I, (verano 1948)
- The Arkham Sampler, vol.I, (primavera 1948)
- The Arkham Sampler, vol.I, (invierno 1948)
- Roads, de Seabury Quinn (1948)
- The Fourth Book of Jorkens, de Lord Dunsany (1948)
- The Web of Easter Island, de Donald Wandrei (1948)
- The Travelling Grave and Other Stories, de L. P. Hartley (1948)
- Night's Black Agents, de Fritz Leiber (1947)
- Revelations in Black, de Carl Jacobi (1947)
- Dark Carnival, de Ray Bradbury (1947)
- Dark of the Moon: Poems of Fantasy and the Macabre, editado por August Derleth (1947)
- This Mortal Coil, de Cynthia Asquith (1947)
- Slan, de A. E. van Vogt (1946)
- The Clock Strikes Twelve, de H. Russell Wakefield (1946)
- Fearful Pleasures, de A. E. Coppard (1946)
- West India Lights, de Henry S. Whitehead (1946)
- Skull-Face and Others, de Robert E. Howard (1946)
- The House on the Borderland and Other Novels, de William Hope Hodgson (1946)
- The Doll and One Other, de Algernon Blackwood (1946)
- The Hounds of Tindalos, de Frank Belknap Long (1946)
- The Lurker at the Threshold, de H. P. Lovecraft y August Derleth (1945)
- Green Tea and Other Ghost Stories, de Sheridan Le Fanu (1945)
- Witch House, de Evangeline Walton (1945)
- The Opener of the Way, de Robert Bloch (1945)
- Something Near, de August Derleth (1945)
- Marginalia de H. P. Lovecraft (1944)
- Lost Worlds, de Clark Ashton Smith (1944)
- Jumbee and Other Uncanny Tales, de Henry S. Whitehead (1944)
- The Eye and the Finger, de Donald Wandrei (1944)
- Beyond the Wall of Sleep, de H. P. Lovecraft (1943)
- Out of Space and Time, de Clark Ashton Smith (1942)
- Someone in the Dark, de August Derleth (1941)

### 1939
- The Outsider and Others, de H. P. Lovecraft (1939)